# Кончака
Кончака (в крещении Агафья; ? — 1318, Тверь) — сестра золотоордынского хана Узбека. Дочь Тогрула (Тогрулджая, Тогрулчи), десятого сына Менгу-Тимура; племянница хана Тохты.

## Биография
В 1317 году вышла за московского князя Юрия Данииловича, он получил высокий монгольский титул гургана, то есть зятя Чингизидов. Новую московскую княгиню крестили в православную веру и дали новое имя — Агафья.
В том же году, при нашествии её мужа на Тверскую землю, во время Бортеневской битвы 22 декабря 1317 года была взята в плен Михаилом Ярославичем Тверским и отведена в Тверь, где вскоре скончалась. Княгиня Агафья не успела родить мужу наследника. Прошли слухи, что она умерла от отравления.

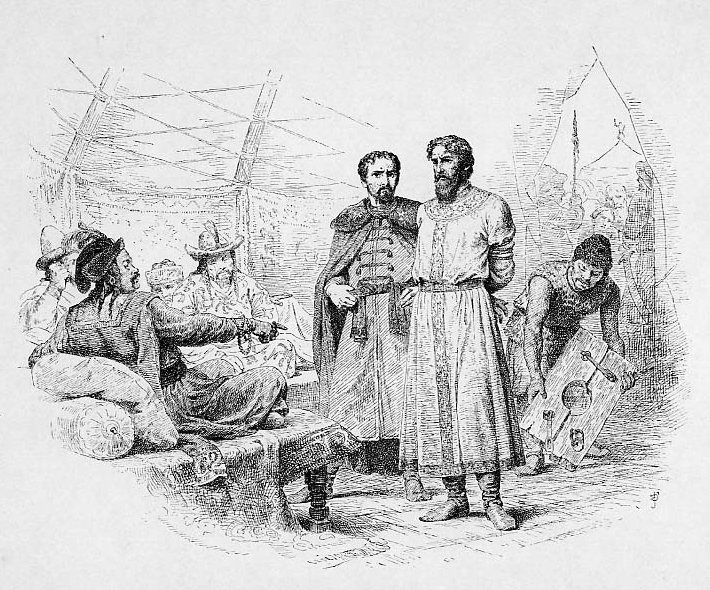
Михаил Ярославич Тверской у хана Узбека (рисунок В. П. Верещагина)

Тверской посол был убит в Москве. Оба князя поехали в Орду, но Михаил приехал к хану позже своего соперника, и к этому моменту Юрий успел настроить Узбека против тверского князя. В 1318 году, когда Михаила судили в Орде, её смерть была поставлена в числе обвинительных пунктов против него, но сам Михаил отрицал свою виновность.
Как сообщает Русский биографический словарь А. А. Половцова, находясь в Твери, она умерла, будто бы отравленной, как пустил слух её муж. Но это противоречит данным «Патриаршей летописи»:

Инии же глаголють яко тамъ во Твери зелием уморена бысть Кончака великая княгиня Юрьева сестра царева нареченная во святемъ крещении Агафиа
— Патриаршая летопись 1317 г.
Тело её, погребенное сначала в Твери, было перевезено в Ростов, где, в 1319 году предано земле в Успенском соборе.
Рогожский летописец указывает, что княгиню погребли в Ростове, в церкви Пресвятой Богородицы, но не называет конкретного места. И даже эта информация была найдена[кем?] не в московских летописях, а в тверской.

## В культуре
Кончака действует в романе Дмитрия Балашова «Великий стол» из цикла «Государи Московские».